# Калуська міська рада

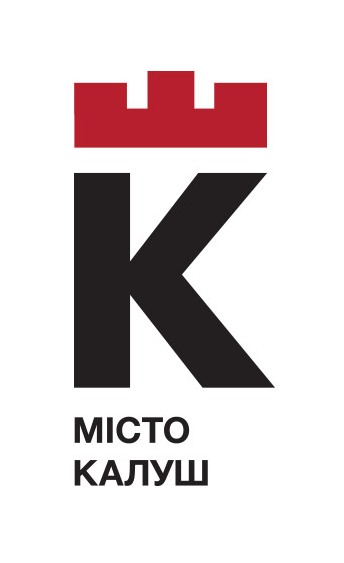
Логотип міста Калуша

Ка́луська міська́ ра́да — адміністративно-територіальна одиниця та орган місцевого самоврядування у Івано-Франківській області. Адміністративний центр — місто обласного значення Калуш. 

## Населені пункти
Міській раді підпорядковані населені пункти:
- м. Калуш, Сільські населені пункти: с.Боднарів, с.Голинь, с.Копанки, с.Кропивник, с.Мостище, с.Вістова і с.Бабин-Зарічний, с.Пійло і с. Довге-Калуське, с.Ріп’янка і с.Мислів та с.Яворівка, с.Студінка і с. Середній Бабин, с.Сівка-Калуська, с.Тужилів

## Керівництво

### Голова ради[Архівовано22 січня 2021 уWayback Machine.]
Найда Андрій Михайлович  [Архівовано 28 січня 2021 у Wayback Machine.]  [Архівовано 21 січня 2021 у Wayback Machine.], 30 січня 1979 р.н., м. Калуш. Дві вищі освіти, кандидат технічних наук. Директор Калуський трубний завод,  депутат Калуської міської ради (2015 - 2020р.р.)  [Архівовано 21 січня 2021 у Wayback Machine.].

### Секретар ради[Архівовано22 квітня 2021 уWayback Machine.]
Гільтайчук Віктор Вікторович  [Архівовано 28 січня 2021 у Wayback Machine.]  [Архівовано 23 січня 2021 у Wayback Machine.].

## Склад ради[Архівовано21 січня 2021 уWayback Machine.]
Рада складається з 38 депутатів  [Архівовано 28 січня 2021 у Wayback Machine.]  [Архівовано 21 січня 2021 у Wayback Machine.] та голови.

### Список депутатів Калуської міської ради восьмого демократичного скликання[Архівовано21 січня 2021 уWayback Machine.][Архівовано21 січня 2021 уWayback Machine.]
| № з/п | Прізвище, ім’я та по батькові    | Рік народження | Освіта              | Посада і місце роботи                                                                         | Партійна приналежність                                                                     |
| ----- | -------------------------------- | -------------- | ------------------- | --------------------------------------------------------------------------------------------- | ------------------------------------------------------------------------------------------ |
| 1     | Барнич Тарас Ярославович         | 1986           | вища                | пожежник-рятувальник, 24-а державна пожежно-рятувальна частина УДСНС України                  | безпартійний                                                                               |
| 2     | Бербець Віктор Густавович        | 1975           | вища                | директор, ТОВ"ГІРСЬКА ЖИВИЦЯ"                                                                 | безпартійний                                                                               |
| 3     | Білецька Ольга Зіновіївна        | 1981           | вища                |                                                                                               |                                                                                            |
| 4     | Білінський Петро Степанович      | 1977           | вища                | тимчасово не працює                                                                           | безпартійний                                                                               |
| 5     | Білоус Інна Петрівна             | 1973           | вища                | начальник відділу обліку, розрахунків і зобов'язань бухгалтерії, ТОВ "Карпатнафтохім"         | безпартійна                                                                                |
| 6     | Боднарчук Роман Михайлович       | 1953           | вища                | тимчасово не працює                                                                           | член політичної партії «Всеукраїнське об’єднання «Батьківщина»                             |
| 7     | Вагілевич Василь Миколайович     | 1971           | вища                | директор, студія «6 секунд»                                                                   | безпартійний                                                                               |
| 8     | Вайда Руслана Богданівна         | 1966           | вища                | тимчасово не працює                                                                           | член Української партії                                                                    |
| 9     | Вальнюк Дмитро Мирославович      | 1987           | вища                | заступник голови правління, Івано-Франківська "Облспоживспілка"                               | безпартійний                                                                               |
| 10    | Воконоголь Сергій Євгенійович    | 1968           | вища                | директор КП "Калуський муніципальний ринок"                                                   | член ПОЛІТИЧНОЇ ПАРТІЇ "ЄВРОПЕЙСЬКА СОЛІДАРНІСТЬ"                                          |
| 11    | Гаврилишин Михайло Богданович    | 1966           | вища                | головний лікар, Калуський МЦ ПМСД                                                             | безпартійний                                                                               |
| 12    | Галайда Богдана Ігорівна         | 1975           | вища                | директор, ТОВ"Акваторія"                                                                      | безпартійна                                                                                |
| 13    | Гільтайчук Віктор Вікторович     | 1982           | вища                | Секретар Калуської міської ради                                                               | безпартійний                                                                               |
| 14    | Гук Оксана Володимирівна         | 1982           | вища                | ФОП                                                                                           | безпартійна                                                                                |
| 15    | Дзундза Василь Степанович        | 1955           | вища                | генеральний директор, ТОВ "Весна"                                                             | безпартійний                                                                               |
| 16    | Кирилович Леся Омелянівна        | 1966           | вища                | викладач, Калуська дитяча музична школа                                                       | член політичної партії "Народний Рух України"                                              |
| 17    | Кінаш Ярослав Петрович           | 1966           | вища                |                                                                                               | безпартійний                                                                               |
| 18    | Коваль Олександр Михайлович      | 1977           | вища                | Директор КП «Ритуальна служба»                                                                | член ПОЛІТИЧНОЇ ПАРТІЇ "ЄВРОПЕЙСЬКА СОЛІДАРНІСТЬ"                                          |
| 19    | Куц Сергій Леонідович            | 1971           | вища                | ФОП                                                                                           | член Політичної партії "УДАР (Український Демократичний Альянс за Реформи) Віталія Кличка" |
| 20    | Мазурик Іван Іванович            | 1975           | професійно-технічна | експедитор, ресторан "Рандеву"                                                                | безпартійний                                                                               |
| 21    | Матківська Галина Ярославівна    | 1959           | вища                | Начальник Управління сільського господарства Калуської РДА                                    | безпартійна                                                                                |
| 22    | Мицак Олександр Анатолійович     | 1985           | вища                | ФОП                                                                                           | член політичної партії Всеукраїнське об’єднання "Свобода"                                  |
| 23    | Мороз Федір Григорович           | 1976           | вища                | парох, парафія Різдва Пресвятої Богородиці в м. Калуш                                         | безпартійний                                                                               |
| 24    | Нижник Олег Богданович           | 1967           | вища                | директор, Калуський міський центр фізичного здоров'я населення «Спорт для всіх»               | безпартійний                                                                               |
| 25    | Онуфрик Любомир Ярославович      | 1972           | вища                | тимчасово не працює                                                                           | член політичної партії Всеукраїнське об’єднання "Свобода"                                  |
| 26    | Очкур Ірина Григорівна           | 1970           | вища                | начальник відділу, Калуський міськрайонний відділ державної реєстрації актів цивільного стану | член ПОЛІТИЧНОЇ ПАРТІЇ "ЄВРОПЕЙСЬКА СОЛІДАРНІСТЬ"                                          |
| 27    | Павлів Ірина Василівна           | 1974           | вища                | вчитель, Тужилівський навчально-виховний комплекс                                             | безпартійна                                                                                |
| 28    | Погинайко Юрій Павлович          | 1977           | вища                | директор, ТОВ " Логістик-Захід"                                                               | член Політичної партії "Народний Рух України"                                              |
| 29    | Полицький Володимир Михайлович   | 1983           | вища                |                                                                                               | ПП «ЄС»                                                                                    |
| 30    | Полянська Наталія Євгенівна      | 1981           | вища                | сільський голова, Копанківська сільська рада Калуського району, Івано-Франківської області    | безпартійна                                                                                |
| 31    | Попельницька Алла Володимирівна  | 1978           | вища                | провідний економіст ТОВ «Карпатнафтохім»                                                      | член політичної партії Всеукраїнське об’єднання "Свобода"                                  |
| 32    | Савчук Оксана Ігорівна           | 1984           | вища                | головний спеціаліст відділу загальної середньої освіти і науки Івано-Франківської ОДА         | безпартійна                                                                                |
| 33    | Сікора Ольга Мирославівна        | 1961           | вища                | головний редактор газети «Західний вісник»                                                    | член політичної партії Всеукраїнське об’єднання "Батьківщина"                              |
| 34    | Соколовський Олександр Дмитрович | 1978           | вища                | тренер, ДЮСШ "Сокіл" СДЮШОР                                                                   | безпартійний                                                                               |
| 35    | Тимків Володимир Ярославович     | 1983           | вища                | інженер з налагодження та випробувань, ВАТ "Укрнафта"                                         | член Політичної партії "Народний Рух України"                                              |
| 36    | Чепіль Петро Михайлович          | 1982           | вища                | ФОП                                                                                           | безпартійний                                                                               |
| 37    | Шийко Сергій Іванович            | 1985           | вища                | директор, ТОВ "Мега-Спецтранс"                                                                | безпартійний                                                                               |
| 38    | Шутяк Оксана Богданівна          | 1970           | вища                | ФОП                                                                                           | член Української партії                                                                    |

### Список фракцій* в Калуській міській раді[Архівовано22 січня 2021 уWayback Machine.]
| № з/п | Фракції                                                                | Кількість обраних депутатів |
| ----- | ---------------------------------------------------------------------- | --------------------------- |
| 1     | Фракція Політичної партії Всеукраїнське об'єднання «Свобода»           | 6                           |
| 2     | Фракція Політичної партії Всеукраїнське об'єднання «Батьківщина»       | 6                           |
| 3     | Фракція Політичної партії Українська партія                            | 5                           |
| 4     | Фракція Політичної партії Слуга народу                                 | 4                           |
| 5     | Фракція Політичної партії "Всеукраїнське об'єднання "Платформа громад" | 5                           |
| 6     | Фракція Політичної партії Європейська Солідарність                     | 4                           |
| 7     | Фракція Політичної партії Народний рух України                         | 3                           |
| 8     | Фракція Політичної партії УДАР                                         | 3                           |
| 9     | Фракція Політичної партії "За майбутнє"                                | 2                           |

*довідка: Фракції у Верховній Раді

## Керівний склад попередніх скликань
| Прізвище, ім'я, по батькові  | Основні відомості | Дата обрання | Дата звільнення |
| ---------------------------- | --- | ------------ | --------------- |
| Сушко Роман Васильович       | 13 серпня 1950, с. Болехівці Дрогобицького району Львівської області — 26 січня 2017, Київ. Борець за незалежність України у ХХ сторіччі, український громадський діяч, заступник Голови Народного Руху України, лауреат Державної премії України в галузі науки і техніки (1992 р.), заслужений працівник промисловості України (2005 р.) | 1990         | 1998            |
| Сушко Роман Васильович       | 13 серпня 1950, с. Болехівці Дрогобицького району Львівської області — 26 січня 2017, Київ. Борець за незалежність України у ХХ сторіччі, український громадський діяч, заступник Голови Народного Руху України, лауреат Державної премії України в галузі науки і техніки (1992 р.), заслужений працівник промисловості України (2005 р.) | 2002         | 2006            |
| Насалик Ігор Степанович      | 1962 року народження, освіта вища | 26.03.2006   | 31.10.2010      |
| Насалик Ігор Степанович      | 1962 року народження, освіта вища | 31.10.2010   | 25.10.2015      |
| Матвійчук Ігор Володимирович | 1963 року народження, освіта вища, безпартійний | 25.10.2015   | 24.11.2020      |

Примітка: таблиця складена за даними сайту Верховної Ради України та ЦВК

### Депутати VII скликання
За результатами місцевих виборів 2015 року депутатами ради стали:

#### За суб'єктами висування
| Суб'єкт висування                                          | Кількість обраних депутатів | %     |
| ---------------------------------------------------------- | --------------------------- | ----- |
| Політична партія Всеукраїнське об'єднання «Свобода»        | 6                           | 16.67 |
| Політична партія Українська партія                         | 6                           | 16.67 |
| Політична партія Всеукраїнське об'єднання «Батьківщина»    | 5                           | 13.89 |
| Партія Блок Петра Порошенка «Солідарність»                 | 5                           | 13.89 |
| Політична партія «Об'єднання „Самопоміч“»                  | 4                           | 11.11 |
| Політична партія «Українське Об'єднання патріотів — УКРОП» | 4                           | 11.11 |
| Політична партія «АВТО-МАЙДАН»                             | 3                           | 8.33  |
| Політична партія Народний рух України                      | 3                           | 8.33  |

#### За округами
| № округу                                                   | Прізвище, ім'я, по батькові   | Дата нар.  | Освіта              | Партійна приналежність                                        | Відомості                                                                                            |
| ---------------------------------------------------------- | ----------------------------- | ---------- | ------------------- | ------------------------------------------------------------- | --- |
| Політична партія Всеукраїнське об'єднання «Свобода»        |                               |            |                     |                                                               | |
| пк                                                         | Кравчук Андрій Іванович       | 13.07.1987 | вища                | член політичної партії Всеукраїнське об'єднання «Свобода»     | ТОВ «КАРПАТНАФТОХІМ», інженер з управління майном                                                    |
| 22                                                         | Онуфрик Любомир Ярославович   | 04.05.1972 | вища                | безпартійний                                                  | Приватний підприємець, директор                                                                      |
| 24                                                         | Білецький Богдан Ігорович     | 04.09.1979 | вища                | член політичної партії Всеукраїнське об'єднання «Свобода»     | ТОВ «КАРПАТНАФТОХІМ», провідний економіст з планування                                               |
| 29                                                         | Ганчук Андрій Петрович        | 25.07.1986 | загальна середня    | член політичної партії Всеукраїнське об'єднання «Свобода»     | тимчасово не працює                                                                                  |
| 18                                                         | Паньків Андрій Васильович     | 09.05.1987 | вища                | член політичної партії Всеукраїнське об'єднання «Свобода»     | Калуський міськрайонний центр зайнятості, провідний фахівець з питань зайнятості                     |
| 19                                                         | Найда Андрій Михайлович       | 30.01.1979 | вища                | член політичної партії Всеукраїнське об'єднання «Свобода»     | ТОВ «Калуський трубний завод», директор                                                              |
| Українська партія                                          |                               |            |                     |                                                               | |
| пк                                                         | Насалик Максим Ігорович       | 27.01.1992 | вища                | безпартійний                                                  | тимчасово не працює                                                                                  |
| 27                                                         | Вагілевич Василь Миколайович  | 01.06.1971 | вища                | безпартійний                                                  | Компанія «6- секунд», директор                                                                       |
| 26                                                         | Шутяк Оксана Богданівна       | 08.10.1970 | вища                | член Української партії                                       | приватний підприємець                                                                                |
| 34                                                         | Хемич Ігор Дмитрович          | 21.05.1966 | вища                | член Української партії                                       | ПП «Еліте», директор                                                                                 |
| 25                                                         | Вайда Руслана Богданівна      | 05.08.1966 | вища                | безпартійна                                                   | Виконавчий комітет Калуської міської ради, заступник міського голови                                 |
| 20                                                         | Білінський Петро Степанович   | 05.12.1977 | вища                | безпартійний                                                  | ТОВ «Ap Link», ТОВ «КІМ», директор, головний інженер                                                 |
| Партія "БЛОК ПЕТРА ПОРОШЕНКА «СОЛІДАРНІСТЬ»                |                               |            |                     |                                                               | |
| пк                                                         | Нижник Олег Богданович        | 18.02.1967 | вища                | член ПАРТІЇ "БЛОК ПЕТРА ПОРОШЕНКА «СОЛІДАРНІСТЬ»              | Калуський міський центр фізичного здоров'я населення «Спорт для всіх», директор                      |
| 35                                                         | Нижник Тарас Богданович       | 27.10.1974 | вища                | безпартійний                                                  | тимчасово не працює                                                                                  |
| 17                                                         | Куц Сергій Леонідович         | 28.06.1971 | вища                | безпартійний                                                  | Фізична особа-підприємець                                                                            |
| 36                                                         | Воконоголь Сергій Євгенійович | 22.08.1968 | вища                | безпартійний                                                  | Комунальне підприємство «Калуський муніципальний ринок», директор                                    |
| 33                                                         | Сорохтей Володимир Богданович | 14.08.1962 | вища                | безпартійний                                                  | Комунальне Підприємство «ЖЕО № 4», майстер                                                           |
| Політична партія Всеукраїнське об'єднання «Батьківщина»    |                               |            |                     |                                                               | |
| пк                                                         | Боднарчук Роман Михайлович    | 02.01.1953 | вища                | член політичної партії Всеукраїнське об'єднання «Батьківщина» | Калуська міська рада, голова фонду комунальної власності територіальної громади м. Калуша            |
| 26                                                         | Гаврилишин Михайло Богданович | 10.07.1966 | вища                | безпартійний                                                  | Калуський міський центр первинної медико-санітарної допомоги, головний лікар                         |
| 21                                                         | Джуган Віталій Ярославович    | 07.09.1976 | вища                | член політичної партії Всеукраїнське об'єднання «Батьківщина» | ТОВ «Карпатнафтохім», старший майстер зміни цеху з виробництва хлорвінілу                            |
| 15                                                         | Овсеєнко Руслана Зіновіївна   | 19.10.1974 | вища                | безпартійна                                                   | ТОВ телерадіокомпанія «Міське ТБ», випусковий редактор                                               |
| 18                                                         | Боднарчук Анатолій Романович  | 31.08.1976 | вища                | член політичної партії Всеукраїнське об'єднання «Батьківщина» | тимчасово не працює                                                                                  |
| Політична партія "Об'єднання «САМОПОМІЧ»                   |                               |            |                     |                                                               | |
| пк                                                         | Тимків Юрій Олегович          | 14.03.1988 | вища                | член Політичної партії "Об'єднання «САМОПОМІЧ»                | ТзОВ «ТФ „Стиль“, заступник начальника управління економічного розвитку міста Калуської міської ради |
| 1                                                          | Ходак Тарас Володимирович     | 28.02.1979 | вища                | безпартійний                                                  | Приватний підприємець                                                                                |
| 3                                                          | Свистун Ігор Любомирович      | 09.10.1962 | вища                | безпартійний                                                  | Філія алкостиль ТОВ „ПЕТРУС-АЛКО“, керівник відділу                                                  |
| 8                                                          | Романів Андрій Богданович     | 05.03.1980 | вища                | безпартійний                                                  | ФОП                                                                                                  |
| Політична партія „УКРАЇНСЬКЕ ОБ'ЄДНАННЯ ПАТРІОТІВ — УКРОП“ |                               |            |                     |                                                               | |
| пк                                                         | Руско Олег Романович          | 15.09.1976 | вища                | безпартійний                                                  | Товариство з обмеженою відповідальністю „Колізей-2000“, директор                                     |
| 2                                                          | Луцак Юрій Ярославович        | 13.06.1967 | професійно-технічна | безпартійний                                                  | Товариство з обмеженою відповідальністю „Карпатнафтохім“, електромонтер                              |
| 4                                                          | Семчишин Данило Олегович      | 18.11.1977 | вища                | безпартійний                                                  | Військовослужбовець                                                                                  |
| 30                                                         | Єланіна Ольга Артемівна       | 17.08.1958 | вища                | безпартійна                                                   | пенсіонер                                                                                            |
| Політична партія „АВТО-МАЙДАН“                             |                               |            |                     |                                                               | |
| пк                                                         | Павлів Віктор Іванович        | 03.12.1978 | вища                | член Політичної партії „АВТО-МАЙДАН“                          | Компанія „Павлів&К“, інструктор-рятувальник                                                          |
| 11                                                         | Павлів Володимир Олексійович  | 27.09.1971 | вища                | член Політичної партії „АВТО-МАЙДАН“                          | КГ Калуська СШМНД», черговий фельдшер виїзної бригади                                                |
| 14                                                         | Федоришин Святослав Ігорович  | 04.09.1987 | професійно-технічна | член Політичної партії «АВТО-МАЙДАН»                          | тимчасово не працює, безробітний                                                                     |
| Політична партія Народний Рух України                      |                               |            |                     |                                                               | |
| пк                                                         | Савка Олег Васильович         | 20.05.1985 | вища                | безпартійний                                                  | ТзОВ «Рометте», логістик-менеджер                                                                    |
| 7                                                          | Тимків Володимир Ярославович  | 19.10.1983 | вища                | член політичної партії Народний Рух України                   | ННУ ПАТ «Укрнафта», слюсар КВПіА                                                                     |
| 5                                                          | Стефанишин Богдан Іванович    | 23.01.1970 | професійно-технічна | безпартійний                                                  | заклади громадського харчування, підприємець                                                         |

### Депутати VI скликання
За результатами місцевих виборів 2010 року депутатами ради стали:

#### За суб'єктами висування
| Суб'єкт висування                                       | Кількість обраних депутатів | %  |
| ------------------------------------------------------- | --------------------------- | -- |
| Українська партія                                       | 29                          | 58 |
| Політична партія Народний рух України                   | 8                           | 16 |
| Політична партія Всеукраїнське об'єднання «Батьківщина» | 5                           | 10 |
| Політична партія Всеукраїнське об'єднання «Свобода»     | 3                           | 6  |
| Політична партія «Наша Україна»                         | 2                           | 4  |
| Політична партія «Фронт Змін»                           | 2                           | 4  |
| Партія регіонів                                         | 1                           | 2  |

#### За округами
| № округу                                                | Прізвище, ім'я, по батькові     | Дата визнання обраним | Освіта  | Партійна приналежність                        | Відомості про обраного депутата                                                                      |
| ------------------------------------------------------- | ------------------------------- | --------------------- | ------- | --------------------------------------------- | --- |
| Партія регіонів                                         |                                 |                       |         |                                               | |
| б/м                                                     | Форович Михайло Йосифович       | 04.11.2010            | вища    | член Партії регіонів                          | адвокат                                                                                              |
| Політична партія Всеукраїнське об'єднання «Батьківщина» |                                 |                       |         |                                               | |
| б/м                                                     | Боднарчук Роман Михайлович      | 04.11.2010            | вища    | член Всеукраїнського об'єднання «Батьківщина» | Калуська міська рада, секретар міської ради                                                          |
| б/м                                                     | Сасник Богдан Михайлович        | 04.11.2010            | вища    | член Всеукраїнського об'єднання «Батьківщина» | Управління житлово-комунального господарства Калуської міської ради, заступник начальника управління |
| б/м                                                     | Чернишов Сергій Володимирович   | 04.11.2010            | вища    | член Всеукраїнського об'єднання «Батьківщина» | приватний підприємець                                                                                |
| б/м                                                     | Біць Ігор Богданович            | 24.11.2010            | вища    | член Всеукраїнського об'єднання «Батьківщина» | приватне підприємство «Вомонд», директор                                                             |
| 14                                                      | Джуган Віталій Ярославович      | 01.11.2010            | вища    | член Всеукраїнського об'єднання «Батьківщина» | ТОВ «Карпатнафтохім», майстер зміни цеху                                                             |
| Політична партія Всеукраїнське об'єднання «Свобода»     |                                 |                       |         |                                               | |
| б/м                                                     | Романович Василь Іванович       | 04.11.2010            | вища    | член Всеукраїнського об'єднання «Свобода»     | приватний підприємець                                                                                |
| б/м                                                     | Кравчук Андрій Іванович         | 04.11.2010            | вища    | член Всеукраїнського об'єднання «Свобода»     | тимчасово не працює                                                                                  |
| б/м                                                     | Кінаш Ярослав Петрович          | 04.11.2010            | вища    | член Всеукраїнського об'єднання «Свобода»     | Калуська центральна районна лікарня, завідувач відділення пологового будинку                         |
| Політична партія Народний Рух України                   |                                 |                       |         |                                               | |
| б/м                                                     | Мащакевич Іван Іванович         | 04.11.2010            | вища    | член Народного Руху України                   | Івано-Франківський національний медичний університет, викладач біофізики                             |
| б/м                                                     | Бігун Роман Миколайович         | 04.11.2010            | вища    | член Народного Руху України                   | НВПП «Комбі», директор                                                                               |
| 5                                                       | Кирилович Леся Омелянівна       | 01.11.2010            | вища    | член Народного Руху України                   | Управління культури Калуської міської ради, спеціаліст І категорії                                   |
| 6                                                       | Тимків Володимир Ярославович    | 01.11.2010            | вища    | член Народного Руху України                   | Монтажно-налагоджува-льне управління ВАТ «Укрнафта», ЗУКД, слюсар КВПіА 5 розряду                    |
| 7                                                       | Терещенко Алла Феліксівна       | 24.01.2011            | вища    | член Народного Руху України                   | ПК «Мінерал», директор                                                                               |
| 9                                                       | Нижник Олег Богданович          | 01.11.2010            | вища    | член Народного Руху України                   | КМЦФЗН «Спорт для всіх», директор                                                                    |
| 12                                                      | Ляхович Іван Михайлович         | 24.01.2011            | вища    | член Народного Руху України                   | Калуська загальноосвітня школа № 11, директор                                                        |
| 18                                                      | Кіндрат Володимир Васильович    | 24.01.2011            | вища    | член Народного Руху України                   | Калуська загальноосвітня школа № 7, директор                                                         |
| Політична партія «Наша Україна»                         |                                 |                       |         |                                               | |
| б/м                                                     | Питлик Василь Михайлович        | 04.11.2010            | вища    | член Політичної партії «Наша Україна»         | Калуська центральна районна лікарня, завідувач уроло-гічного відділу                                 |
| 23                                                      | Сорохтей Володимир Богданович   | 01.11.2010            | вища    | член Політичної партії «Наша Україна»         | Комунальне підпри-ємство ЖЕО № 4, керівник дільниці № 1                                              |
| Політична партія «Фронт Змін»                           |                                 |                       |         |                                               | |
| б/м                                                     | Полицький Володимир Михайлович  | 04.11.2010            | вища    | член Політичної партії «Фронт Змін»           | приватний підприємець                                                                                |
| б/м                                                     | Лучко Віталій Богданович        | 04.11.2010            | вища    | член Політичної партії «Фронт Змін»           | приватний підприємець                                                                                |
| Українська партія                                       |                                 |                       |         |                                               | |
| б/м                                                     | Насалик Максим Ігорович         | 04.11.2010            | середня | член Української партії                       | Київська академія міжнародних відносин, студент                                                      |
| б/м                                                     | Шутяк Оксана Богданівна         | 04.11.2010            | вища    | позапартійна                                  | фізична особа-підприємець                                                                            |
| б/м                                                     | Руско Роман Іванович            | 04.11.2010            | вища    | позапартійний                                 | ЗАТ «Лукор», заступник директора                                                                     |
| б/м                                                     | Очкур Ігор Васильович           | 04.11.2010            | вища    | позапартійний                                 | тимчасово не працює                                                                                  |
| б/м                                                     | Гордій Василь Ярославович       | 04.11.2010            | вища    | член Української партії                       | фізична особа-підприємець                                                                            |
| б/м                                                     | Соколовський Юрій Володимирович | 04.11.2010            | вища    | член Української партії                       | Калуська міська рада, начальник управління економічного розвитку                                     |
| б/м                                                     | Мандрик Володимир Станіславович | 04.11.2010            | вища    | позапартійний                                 | управління у справах сім"ї, молоді та спорту міської ради, начальник міського стадіону «Хімік»       |
| б/м                                                     | Тихан Ольга Михайлівна          | 04.11.2010            | вища    | позапартійна                                  | приватний нотаріус                                                                                   |
| б/м                                                     | Кучма Ігор Орестович            | 04.11.2010            | вища    | член Української партії                       | Управління Пенсійного фонду в Калуському районі, начальник управління                                |
| б/м                                                     | Геренда Євген Богданович        | 04.11.2010            | вища    | позапартійний                                 | Льодова арена ім. С.Бандери, директор                                                                |
| б/м                                                     | Піцик Леся Ярославівна          | 04.11.2010            | вища    | позапартійна                                  | управління культури міської ради, заступник начальника управління                                    |
| б/м                                                     | Федоришин Любов Михайлівна      | 04.11.2010            | вища    | позапартійна                                  | Калуська міська рада, начальник управління праці та соціального захисту населен ня                   |
| 1                                                       | Кущак Ярослав Васильович        | 01.11.2010            | вища    | позапартійний                                 | Калуська ЦРЛ, завідувач хірургічного відділу                                                         |
| 2                                                       | Челядин Олександр Іванович      | 01.11.2010            | вища    | член Української партії                       | Виконавчий комітет Калуської міської ради, в.о.першого заступника міського голови                    |
| 3                                                       | Кузик Володимир Іванович        | 01.11.2010            | вища    | член Української партії                       | ПП «Добробуд», директор                                                                              |
| 4                                                       | Соколовський Ігор Володимирович | 01.11.2010            | вища    | позапартійний                                 | Калуська загальноосвітня школа № 9, директор                                                         |
| 8                                                       | Коротич Михайло Іванович        | 01.11.2010            | вища    | позапартійний                                 | Калуська загальноосвітня школа № 3, директор                                                         |
| 10                                                      | Москалик Ігор Тарасович         | 01.11.2010            | вища    | позапартійний                                 | Калуська ЦРЛ, завідувач нейрохірургучного відділення                                                 |
| 11                                                      | Яковина Ігор Дмитрович          | 01.11.2010            | вища    | позапартійний                                 | КП «Водотеплосервіс», директор                                                                       |
| 13                                                      | Кінаш Віталій Іванович          | 01.11.2010            | вища    | член Української партії                       | приватний підприємець                                                                                |
| 15                                                      | Собчук Анатолій Володимирович   | 01.11.2010            | вища    | позапартійний                                 | Відділ держкомзему у м. Калуші, Івано-Франківської області, начальник                                |
| 16                                                      | Лазоришин Василь Ярославович    | 01.11.2010            | вища    | позапартійний                                 | приватний підприємець                                                                                |
| 17                                                      | Вагілевич Василь Миколайович    | 01.11.2010            | вища    | позапартійний                                 | Компанія «6- секунд», директор                                                                       |
| 19                                                      | Гаврилишин Михайло Богданович   | 01.11.2010            | вища    | позапартійний                                 | КЗ «Калуська міська поліклініка», головний лікар                                                     |
| 20                                                      | Клим Михайло Васильович         | 01.11.2010            | вища    | член Української партії                       | Калуська міська рада, начальник управління у справах сім'ї, моло-ді, фізичної культури та спорту     |
| 21                                                      | Красійчук Іван Олексійович      | 01.11.2010            | вища    | позапартійний                                 | Калуська ЦРЛ, головний лікар                                                                         |
| 22                                                      | Найда Микола Дмитрович          | 01.11.2010            | вища    | позапартійний                                 | Управління житлово-комунального господарства Калуської міської ради, заступник начальника управління |
| 24                                                      | Черепій Михайло Миколайович     | 01.11.2010            | вища    | позапартійний                                 | приватний підприємець                                                                                |
| 25                                                      | Люклян Ірина Олексіївна         | 01.11.2010            | вища    | позапартійна                                  | Калуська загальноосвітня школа № 5, директор                                                         |

## Електронні довідники
Візитівка міста [Архівовано 20 січня 2021 у Wayback Machine.]